# Colonia el Mirador, Nicolás Romero
Colonia el Mirador är en ort i Mexiko, tillhörande kommunen Nicolás Romero i delstaten Mexiko. Colonia el Mirador ligger i den centrala delen av landet och tillhör Mexico Citys storstadsområde. Orten hade 1 168 invånare vid folkmätningen 2010.